# 奕霆紋繪異菊虎
奕霆紋繪異菊虎（Lycocerus yitingi）為菊虎科異菊虎屬下的一個種。

## 物種描述
本種複眼黑色，頭部濃黃色且頭後部具一黑點，觸角褐黃色，前胸背板濃黃色而中央具一縱狀黑斑，翅鞘黑褐色但具縱狀大型淡黃斑條於左右翅鞘中央，足黑色但基節、轉節、腿節基部濃黃色，脛節帶有些許濃黃色色調，前胸腹板濃黃色，中胸、後胸腹板和腹部可見板片黑色，但腹部可見板片邊緣為淡黃色。體覆柔軟帶黃色細毛，頭楯前緣嵌著蒼白刺毛，觸角、翅鞘及足混雜著帶黃色刺毛。頭約長寬相等，頭後部稍具凹陷，延著頭楯端緣和眼前側區凹平，表面密布淺點刻且略具光澤，頭楯端緣弓形並於中央略為凹陷，眼不大，渾圓而不太突出，下唇鬚末節圓斧狀，小顎鬚末節圓斧狀並有點細長，觸角細長，直至翅鞘一半長度，所有觸角小節不具縱溝。前胸背板近於正方形，前緣和後緣呈弓形，側緣輕微呈波浪狀且兩側稍微向後端分歧，前緣角圓弧形，後緣角圓鈍，盤區後側區突起而前側區凹陷，後半部中央有明顯縱溝，表面光滑而略有光澤，小楯片三角形而端部圓弧。翅鞘兩側近於平行，表面密布細微點刻而毫無光澤。足細長，腿節幾乎筆直，脛節除了基部稍微彎曲外幾乎筆直，爪式簡單。
雄蟲與雌蟲外型與雄蟲相似，惟雌蟲體幅較雄蟲寬，觸角明顯短於公蟲而勉強超過肩部。第七可見腹板兩側凹陷而形成左右各一三角形側瓣片和一中瓣，中辦中央有一三角形凹陷。雄蟲陽莖器腹突較細，側骨突末端橫截，背板圓弧、雌蟲第七可見腹板黑褐色，中瓣的突出程度較高、雌蟲陰道較窄，受精囊管和副腺較短。本種近似紋繪異菊虎，可從其翅鞘有大範圍黑褐色區域，頭後部和足的黑斑較大。

## 棲地與分布
分布於臺灣南部海拔約 1000 公尺山區。

## 分類學
本種為菊虎科異菊虎屬下的一個種。

## 發現過程
2016年，台灣大學昆蟲系楊平世教授、柯俊成教授，及學生蕭昀等人，和日本倉敷市立自然史博物館奧島雄一合作，發表了四新種菊虎科甲蟲。其中一種獻名給長期協助臺灣甲蟲分類學家採集樣本的公民科學家鍾奕霆先生。其餘三種分別命名為橙胸小黑異菊虎、福音小黑異菊虎，和金太郎小黑異菊虎。